# Conférence de Berlin (14 août 1917)
Vous lisez un « bon article » labellisé en 2020.
Pour les articles homonymes, voir Conférence de Berlin (homonymie).
La conférence de Berlin du 14 août 1917 est une rencontre diplomatique germano-austro-hongroise destinée à définir la politique des Empires centraux après la publication de la note pontificale du 1er août 1917. Depuis le mois d'avril précédent, les membres du gouvernement du Reich souhaitent imposer à leurs homologues austro-hongrois, en charge d'une monarchie rendue exsangue par la prolongation du conflit, non seulement la réalisation de buts de guerre de moins en moins réalistes, mais aussi un partage des conquêtes européennes de la quadruplice dans le but de placer la double monarchie sous une stricte dépendance allemande.

## Contexte

### Les partages entérinés à Bad Kreuznach

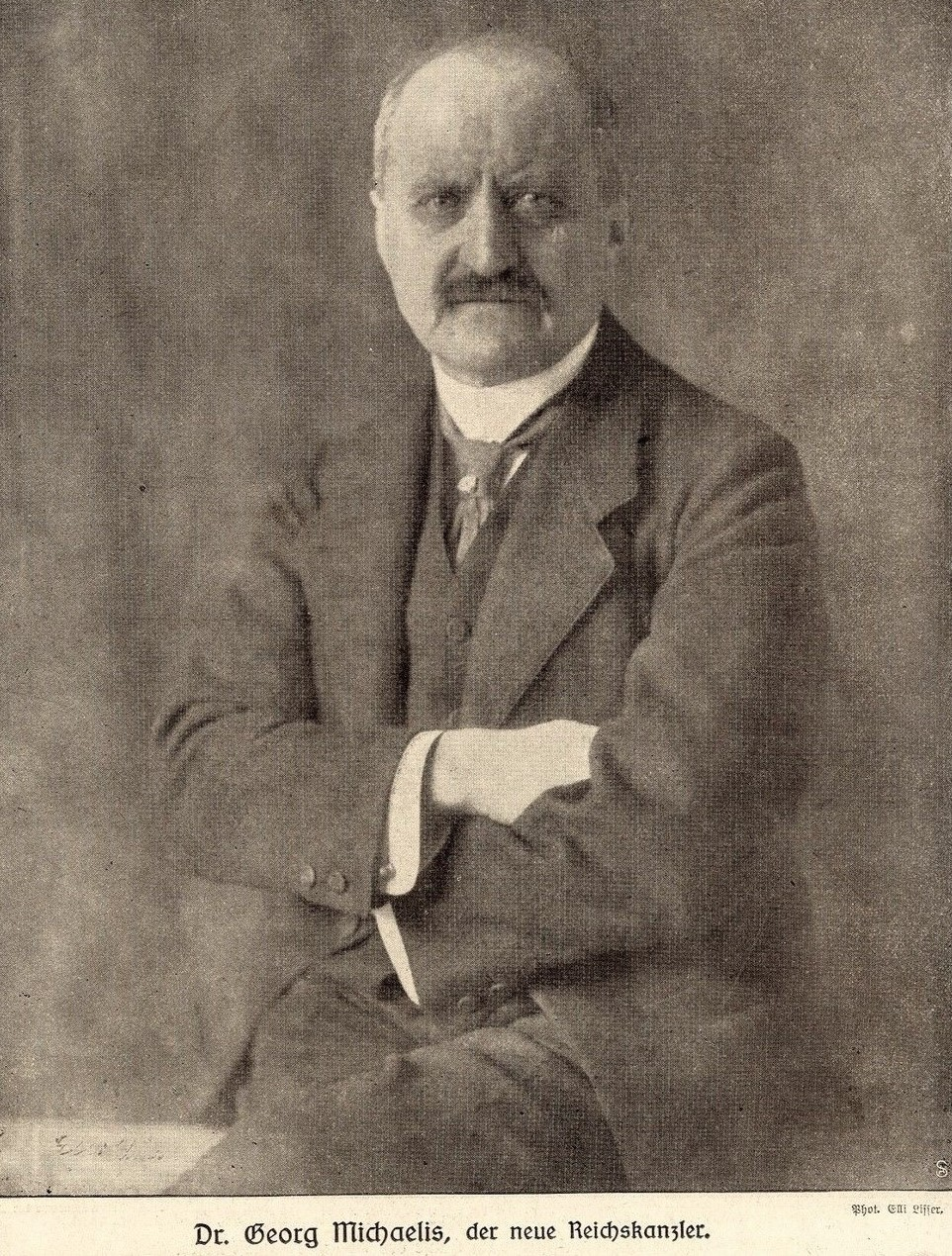
Georg Michaelis, ici en 1917, s'appuie sur le protocole de Kreuznach du 23 avril 1917 pour définir sa politique.

Depuis la conférence du 23 avril 1917, les Dioscures, Paul von Hindenburg et Erich Ludendorff, tentent d'imposer au chancelier la réalisation du programme des buts de guerre fixé lors de cette rencontre,. Le 9 août, lors de leur première rencontre avec le nouveau chancelier, Georg Michaelis, Paul von Hindenburg et Erich Ludendorff, informent celui-ci de l'existence de ce texte et parviennent à le convaincre, au terme d'un long exposé, d'entériner le programme d'annexions défini au mois d'avril précédent.
Quelques semaines auparavant, le 18 juin 1917, Ottokar Czernin accepte les termes de la note finale reprenant les conclusions des discussions germano-austro-hongroises du mois de mai. Cependant, les responsables allemands n'ont de cesse de vider l'accord conclu le 18 mai de son contenu : l'Europe centrale et orientale est ainsi partagée en zones d'influence allemande et austro-hongroise ; ce partage masque mal la réalité du rapport de force entre les deux alliés, les Allemands tentant de se substituer aux Austro-hongrois. À Kreuznach, l'Albanie, le Monténégro, la majeure partie de la Serbie et la Valachie sont destinés à rejoindre la sphère d'influence austro-hongroise ; cependant, cette dévolution masque la forte influence économique que le Reich se réserve dans les régions promises à devenir le domaine de la double monarchie.
Les négociateurs allemands réservent pour le Reich la Pologne, promise à un strict contrôle politique, économique et militaire, en dépit de son indépendance formelle, éventuellement placée sous le sceptre de l'archiduc Charles-Étienne de Teschen, cousin de l'empereur-roi ; ils ajoutent aussi le contrôle de certaines voies de chemins de fer stratégiques, en Roumanie et dans les Balkans austro-hongrois.

### Un changement de politique en trompe-l’œil

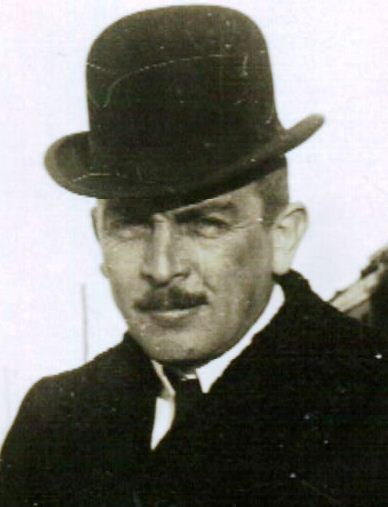
Richard von Kühlmann, secrétaire d'État aux Affaires étrangères, souhaite la mise en place d'une tutelle allemande indirecte en Europe.

Dans le même temps, au sein du Reich, le départ de Theobald von Bethmann-Hollweg, précipité par le haut-commandement, modifie la politique menée par l'Allemagne durant le conflit.
En effet, deux tendances se manifestent alors au sein du cabinet du Reich, opposant les partisans de larges annexions en Belgique, en Pologne et dans les pays baltes, autour des Dioscures, d'un côté, et de l'autre, regroupés autour de Richard von Kühlmann, les défenseurs de la mise en place d'une tutelle indirecte, militaire, politique, économique et commerciale, garantie par des accords bilatéraux de longue durée.
Cependant, en dépit de ces oppositions portant sur la nature du contrôle allemand sur ces territoires, un consensus existe entre les différents responsables allemands, qu'ils soient partisans de larges annexions ou de la mise en place d'une tutelle indirecte. En effet, ils aspirent tous à assurer la suprématie du Reich sur le continent européen en patronnant la constitution d'un large bloc économique dirigé par le Reich, principale puissance économique du continent.
Enfin, les relations germano-austro-hongroises se tendent après le départ de Theobald von Bethmann-Hollweg, prenant alors un « ton beaucoup plus brutal ». En effet, les initiatives austro-hongroises visant à rétablir des relations avec la France ne sont pas ignorées des Allemands qui multiplient les moyens de pression sur leur allié ; ainsi, le 13 juillet 1917, les Dioscures menacent l'ambassadeur austro-hongrois à Berlin d'une invasion allemande de la double monarchie, dans le cas où les contacts avec les Français seraient fructueux.

### Épuisement austro-hongrois

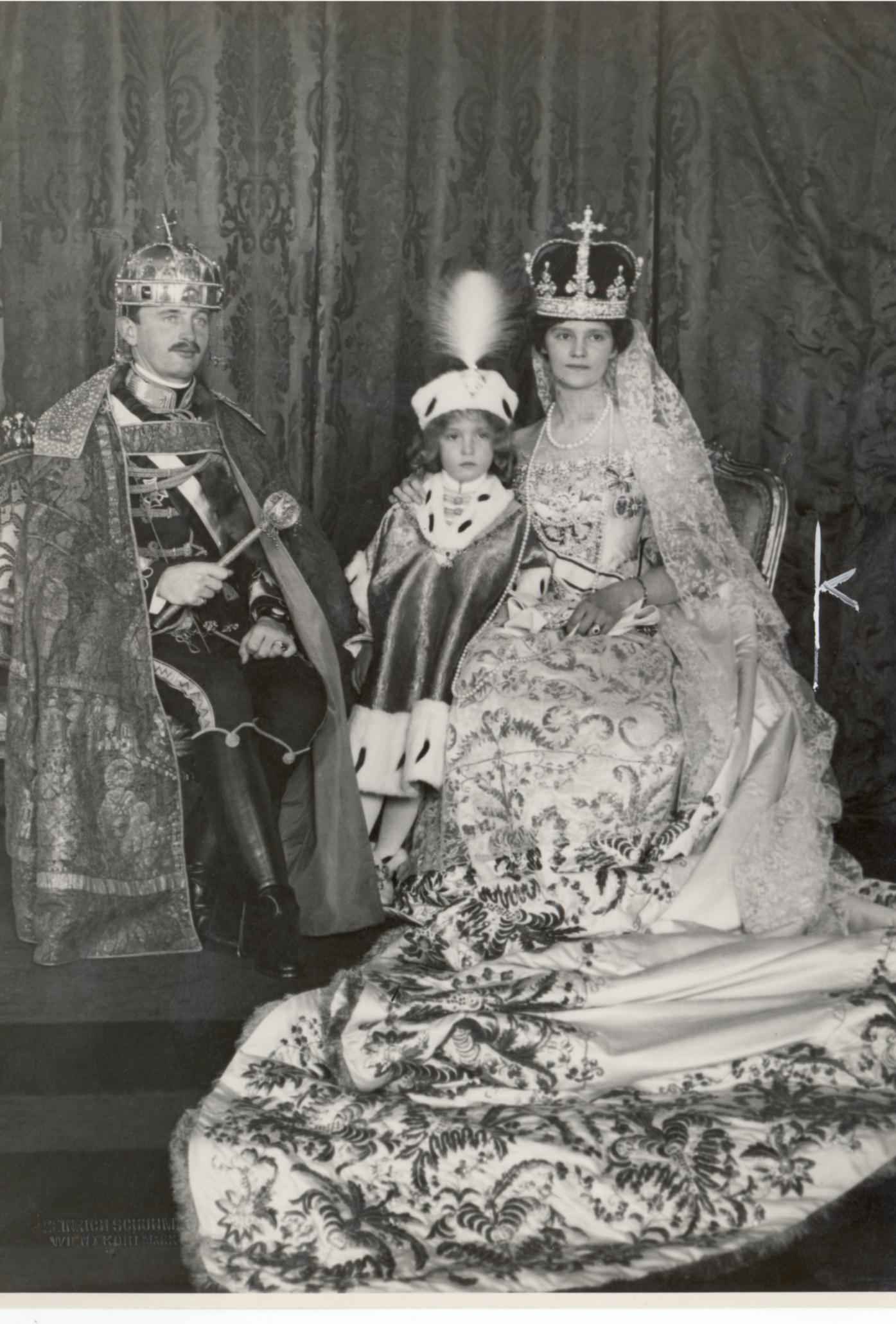
L'empereur Charles, à gauche, tente de sortir son empire du conflit en s'appuyant sur la famille de sa femme Zita, à droite.

Le conflit qui se prolonge crée au sein de la double monarchie une situation intérieure gravissime générant chez les dirigeants austro-hongrois un sentiment de « panique », les incitant à multiplier les concessions afin de pouvoir sortir leur pays du conflit.
Charles Ier, le nouveau monarque, tente de rompre avec la politique de son prédécesseur, François-Joseph. Il obtient la démission ou le départ des principaux collaborateurs de son prédécesseur et nomme des personnalités proches de ses vues ; cependant, il ne les soutient pas face aux assemblées autrichiennes et hongroises.
Il mène une diplomatie parallèle, appuyée sur la famille de l'impératrice Zita, notamment ses frères et ses cousins ; cependant, ces initiatives échouent en raison de la politique hésitante et indécise de l'empereur qui « reste au milieu du gué », selon les termes d'une lettre d'Ottokar Czernin à István Tisza, ancien premier ministre hongrois.
Parallèlement à ces initiatives, Le 13 avril 1917, Ottokar Czernin, le ministre commun des Affaires étrangères, adresse au nouvel empereur Charles un état des lieux de l'épuisement économique et militaire de la monarchie danubienne dans son rapport intitulé « La puissance militaire autrichienne en voie de désagrégation » ; ce mémorandum est adressé aux Allemands dans les jours qui suivent. Cet état des lieux dresse un tableau sombre de la situation de la double monarchie, tant du point de vue militaire que du point de vue économique et politique : la situation militaire apparaît bloquée, la crise alimentaire s'aggrave et l'empereur-roi Charles échoue à sortir la double monarchie du conflit.
Face à cette situation préoccupante, les Allemands multiplient les initiatives pour imposer la poursuite du conflit à leur principal allié : envoi de missions officieuses, menées notamment par Matthias Erzberger et financement de partis politiques autrichiens et hongrois favorables au maintien de l'alliance avec le Reich ; cette action politique se double d'une pression plus directe sur les responsables austro-hongrois : en effet, les stratèges de l'armée allemande ont mis au point un plan d'invasion de la double monarchie, que les responsables allemands menacent de mettre à exécution devant leurs interlocuteurs austro-hongrois à plusieurs reprises entre le 13 juillet et le 14 août 1917,.

## Participants

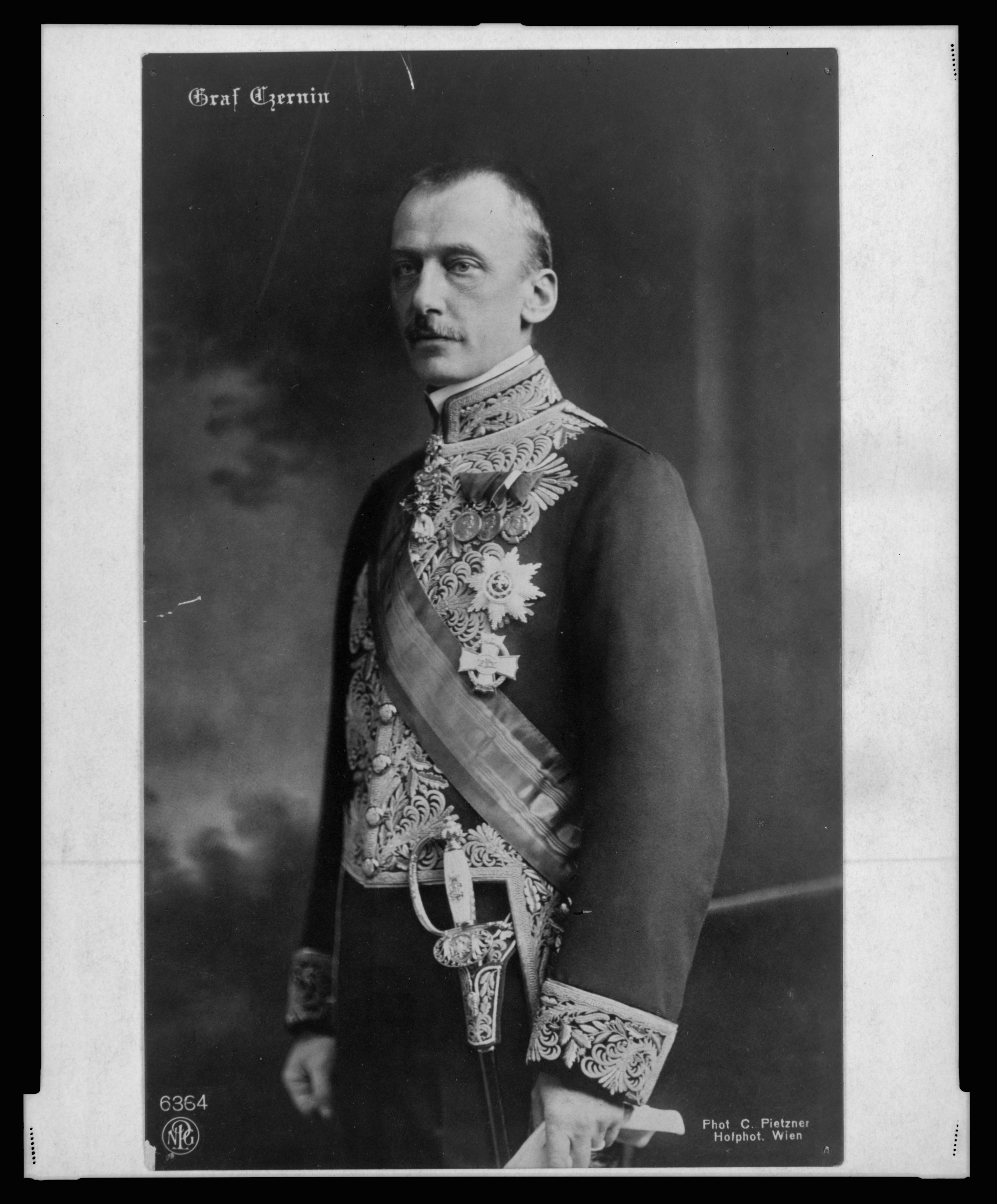
Ottokar Czernin, ministre des Affaires étrangères austro-hongrois.

La conférence se tient à la chancellerie du Reich, sous la présidence du chancelier Georg Michaelis. Ce dernier, inexpérimenté en politique étrangère, est assisté par le vice-chancelier, Karl Helfferich, et par le nouveau secrétaire d'État aux Affaires étrangères Richard von Kühlmann, diplomate chevronné.
Le ministre austro-hongrois des Affaires étrangères, Ottokar Czernin, représente la double monarchie lors de cette conférence ; il est assisté de son chef de cabinet, Alexander Hoyos, et de Gottfried von Hohenlohe, ambassadeur austro-hongrois à Berlin.

## Négociations

### Des échanges tendus

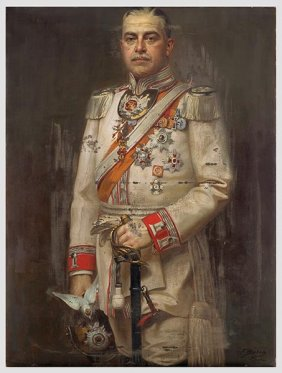
Gottfried von Hohenlohe surprend les négociateurs allemands en appuyant les propositions de Czernin

Dans ce contexte général marqué par une incompréhension mutuelle de plus en plus affirmée entre le Reich et son principal allié, la tension apparaît extrême entre les négociateurs allemands et leurs homologues austro-hongrois.
En effet, dès l'ouverture des pourparlers, Ottokar Czernin pense acquis ses propositions du 1er août : il est cependant rapidement détrompé par ses interlocuteurs allemands. Il est néanmoins appuyé par Gottfried von Hohenlohe, à la grande surprise des Allemands,.
Face à des interlocuteurs refusant la moindre concession, Czernin menace ses interlocuteurs allemands d'une rupture de l'alliance de 1879, les militaires allemands pensant pouvoir obliger les Alliés à traiter en remettant en cause leurs approvisionnements extra-européens ; en menant cette stratégie, les militaires allemands espèrent pouvoir imposer aux Alliés une négociation sur la base du statu quo territorial de l'été 1917,. Cette rupture prendrait la forme de l'ouverture unilatérale de négociations avec les Alliés, ou plus sûrement d'une réponse favorable aux sollicitations dont les Austro-hongrois pourraient faire l'objet. Conscient des possibilités de négociations austro-hongroises avec les Alliés, Richard von Kühlmann tente de temporiser, présentant le protocole du 9 août comme les « desiderata du haut-commandement », mais il est immédiatement contredit par le chancelier, totalement novice en matière de politique étrangère.

### Propositions austro-hongroises
Face à une situation intérieure qui se dégrade tous les jours davantage, les responsables austro-hongrois se montrent prêts à de nombreuses concessions.
Ainsi, Ottokar Czernin renouvelle les propositions qu'il a faites le 1er août à Vienne. À cette occasion, il avait envisagé la cession de la Galicie autrichienne à la Pologne restaurée, en échange de quoi le Reich rétrocéderait une partie de l'Alsace-Lorraine à la France, notamment dans la région de Belfort ; en contrepartie de ces échanges de territoires, Czernin avait accepté le principe d'une triple tutelle allemande, politique, économique en commerciale, en Pologne.
Ces propositions sont rejetées avec hauteur par la délégation allemande, appuyée sur les conclusions des échanges du 9 août entre les Dioscures d'une part, le chancelier du Reich et le secrétaire d'État aux Affaires étrangères de l'autre.

### Contre-propositions allemandes
Connues en réalité dès le 1er août, les conditions austro-hongroises de sortie du conflit ont constitué le principal sujet de la conférence réunie à Kreuznach le 9 août.
Ainsi, la réunion germano-austro-hongroise constitue pour le chancelier une nouvelle occasion d'insister sur le programme des buts de guerre allemands défini à Kreuznach le 23 avril : pour mettre un terme au conflit, les représentants du Reich réclament de la France la cession du bassin métallurgique de Longwy-Briey et de la Belgique, la cession de Liège et de la côte flamande et de la Russie une large bande frontalière en Pologne, la Lituanie et la Courlande,.
Parallèlement à ces projets, le Reich aspire à encourager le séparatisme ukrainien au profit des puissances centrales ; le chancelier du Reich propose alors la cession de la Galicie orientale, alors autrichienne à l'Ukraine promise à l'indépendance.

## Issue
Le chancelier impérial, Georg Michaelis, adresse un courrier à Ottokar Czernin le 17 août 1917 dans lequel il fait un compte-rendu de la conférence, en reprenant les conclusions des négociations du 14 août.

### Maintien des objectifs allemands

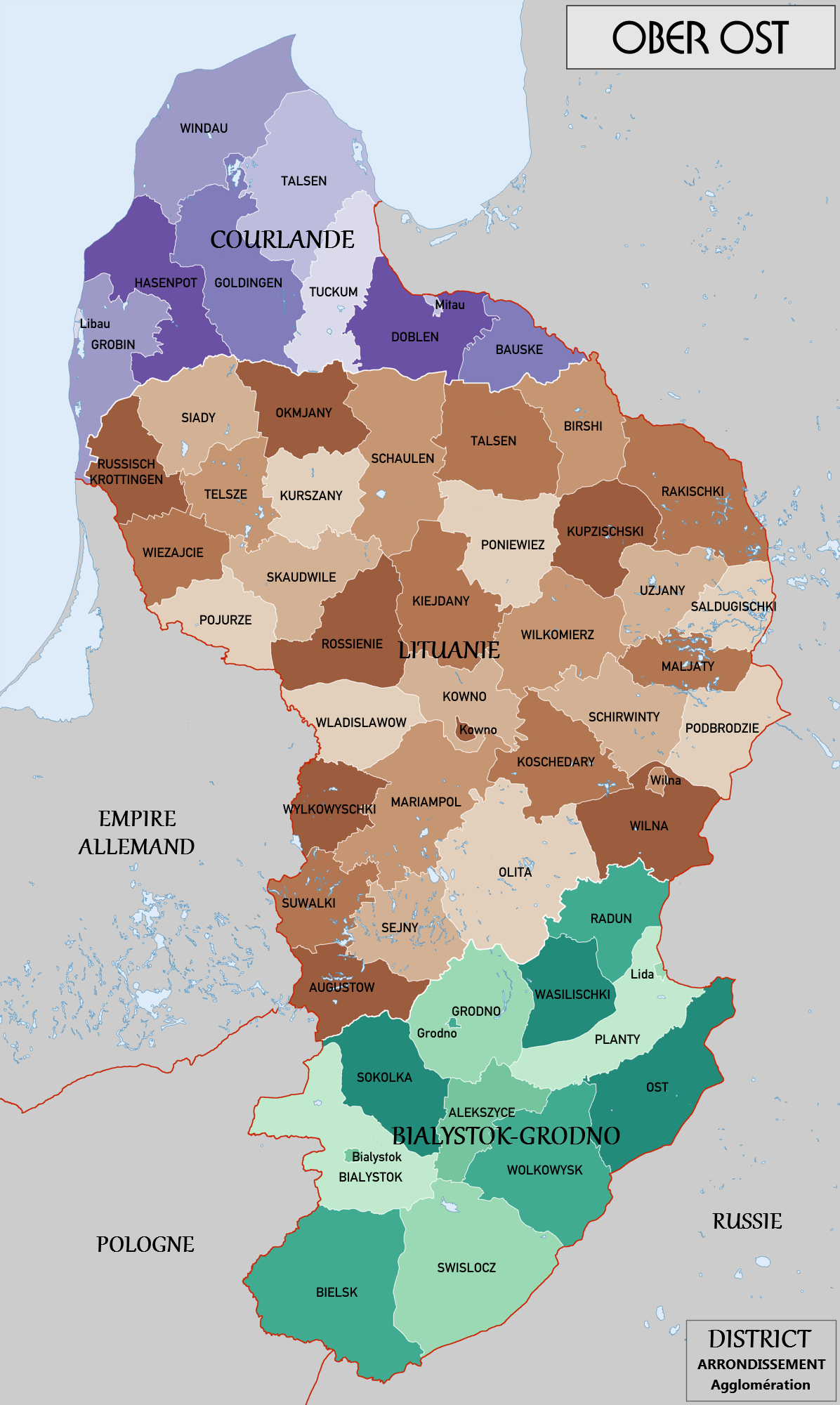
Un consensus existe parmi les hommes politiques allemands pour contrôler les territoires, administrés dans le cadre de l'Ober Ost.

Face à des représentants de la double monarchie de plus en plus affaiblie par la prolongation du conflit, le chancelier et ses ministres imposent une expansion allemande en Europe, balayant ainsi d'un revers de main les propositions austro-hongroises de retour au statu quo ; cependant, pour donner une satisfaction de principe à ses interlocuteurs austro-hongrois, Richard von Kühlmann se montre partisan de la mise en place d'une tutelle allemande indirecte en Europe.
En effet, le contrôle des bassins miniers français, belges et luxembourgeois demeure une priorité du gouvernement du Reich ; dans ce cadre, la Lorraine française doit faire retour à la France, mais les entreprises qui exploitent la bassin doivent être placées sous un strict contrôle allemand, par le biais de participations majoritaires dans leur capital, tandis que les traités de paix garantiraient juridiquement la mainmise du Reich sur le bassin houiller lorrain.
Cependant, cet affaiblissement austro-hongrois, ainsi que la menace de paix séparée entre la double monarchie et les Alliés pousse le chancelier du Reich, initialement partisan de larges annexions en Europe et de la constitution d'un vaste empire colonial en Afrique, à modifier sa vision des objectifs poursuivis par l'empire allemand. Georg Michaelis et la délégation qui l'entoure acceptent le principe d'une paix sur la base d'un statu quo territorial, mais les Allemands imposent aux négociateurs austro-hongrois de n'exclure aucune clause permettant une expansion territoriale allemande en Lituanie, en Livonie et en Courlande ou en Flandre, dans le cas où le Reich parviendrait à tisser des « liens volontaires » avec une majeure partie de la population.

### Des différends de plus en plus marqués
Au terme de ces échanges tendus, les représentants austro-hongrois se montrent de plus en plus sceptiques sur la perspective de victoire de la quadruplice ; Czernin, excédé par l'entêtement allemand, affirme alors que le gouvernement du Reich « joue quitte ou double » en poursuivant la guerre sous-marine, lancée le 1er février 1917.
Pour les responsables austro-hongrois, « jouer à quitte ou double » aboutit à remettre en cause l'existence de la double monarchie. Cette politique crée parmi ces hommes un sentiment de « panique », qui remet en cause la solidité de l'alliance germano-austro-hongroise : en effet, à ce stade de la guerre, les ministres austro-hongrois cherchent à « sauver à tout prix » la double monarchie de la défaite qui s'annonce.
Dans cette perspective, Czernin, appuyé par le Kronprinz Guillaume, tente de mettre en échec la politique suivie par Guillaume II, le chancelier Georg Michaelis et les Dioscures, visant à de larges annexions allemandes en Europe. En effet, le Kronprinz défend auprès de son père l'ouverture de négociations en vue d'une « prompte paix » sur la base du statu-quo ante bellum.